# Клавдий Максим
Клавдий Максим — стоик, один из учителей императора Марка Аврелия.
Был проконсулом Африки около 150 года; перед ним происходил известный процесс по обвинению в магии Апулея, который неоднократно прославляет его учёность.